# Schaffhausen (kanton)
Schaffhausen (francouzsky Schaffhouse, italsky Sciaffusa, rétorománsky Schaffusa) je kanton, který tvoří nejsevernější cíp Švýcarska a leží téměř celý na sever od Rýna. Hlavním a největším městem je Schaffhausen, podle něhož je i kanton pojmenován. 

## Geografie

### Topologie

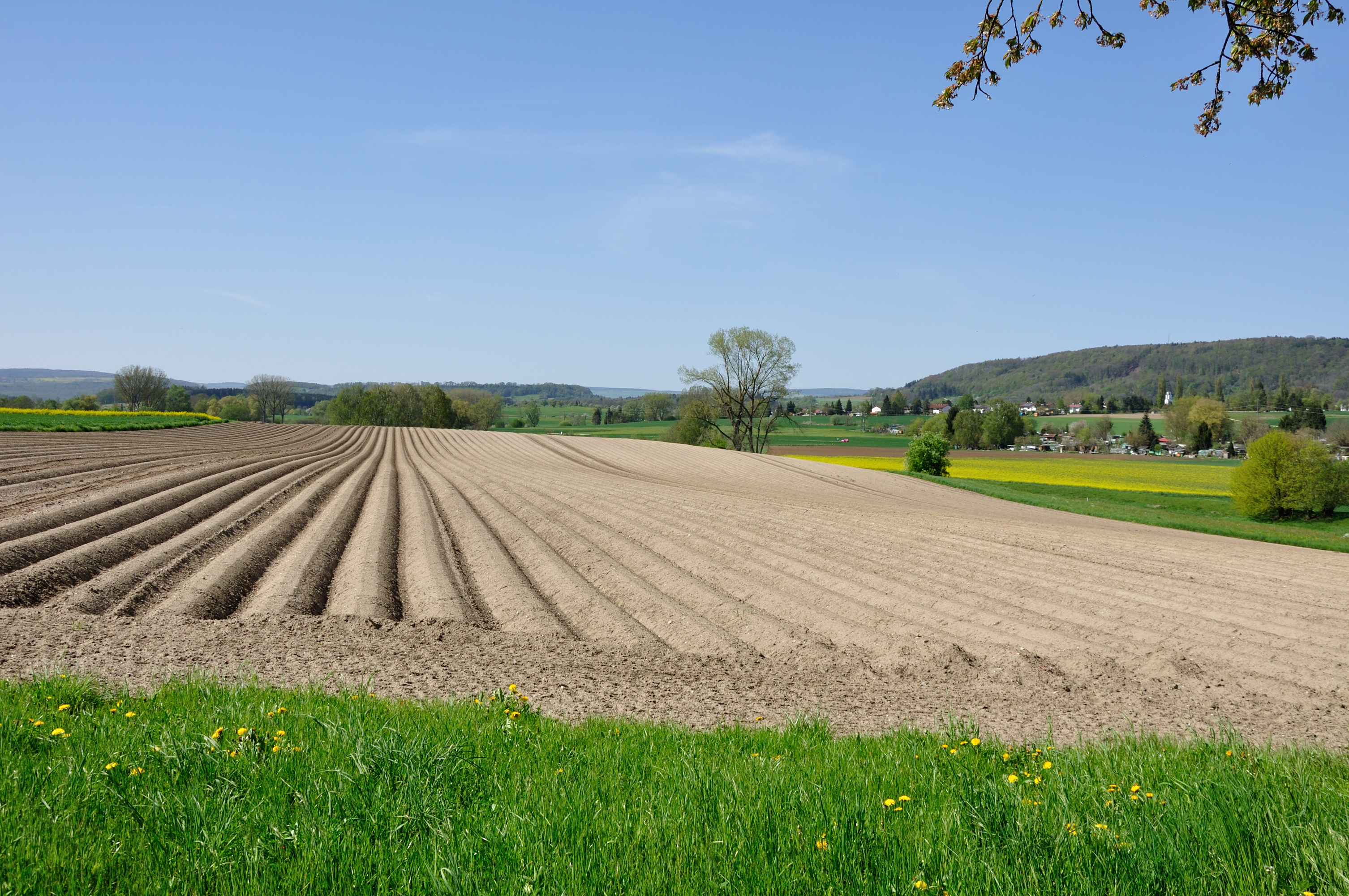
Typický charakter krajiny kantonu

Kanton Schaffhausen je nejsevernějším švýcarským kantonem. S výjimkou malé části městečka Stein am Rhein (Vor der Brugg) a pěší stezky od mostu přes Rýn ze Schaffhausenu do Feuerthalenu k jezu elektrárny Schaffhausen leží kanton severně od Rýna; je téměř celý obklopen Německem a obklopuje německou exklávu Büsingen am Hochrhein. Na jihu kanton sousedí s kantony Curych a Thurgau, především na Rýně. Celková délka kantonálních hranic je 185,4 km. Je rozdělena takto: Spolková republika Německo (včetně enklávy Büsingen) 151,8 km, kanton Curych 23,2 km, kanton Thurgau 10,4 km. Složitý průběh hranice byl několikrát zjednodušen a upraven územními změnami v 18., 19. a 20. století.
Kanton Schaffhausen má kopcovitý charakter díky úpatí pohoří Randen, které je součástí Jury. Randenské výšiny jsou z velké části pokryty lesem. Proto je kanton Schaffhausen vedle kantonu Jura nejhustěji zalesněným kantonem. Nejvyšší bod kantonu leží ve výšce 912 m n. m. v Hagenu v pohoří Randen. Nejnižší bod leží na Rýně u Buchbergu v nadmořské výšce 344 m.
Východně od oblasti Randen se táhne podobně kopcovitá oblast Reiat.
Jižně od Randenu se rozkládá úrodné, ploché údolí Klettgau, které před více než 50 000 lety vytvořila řeka Rýn. V Klettgau se pěstuje především vinná réva a je zde orná půda.
Náhorní plošiny Randen a Reiat protíná několik údolí, z nichž některá se prudce svažují. Nejdůležitější údolí se nazývají: Bibertal, Freudental/Taal, Hemmentalertal/Hauental, Herblingertal, Merishausertal/Mühlental, Orserental, Wangental a Wutachtal.

### Vodstvo

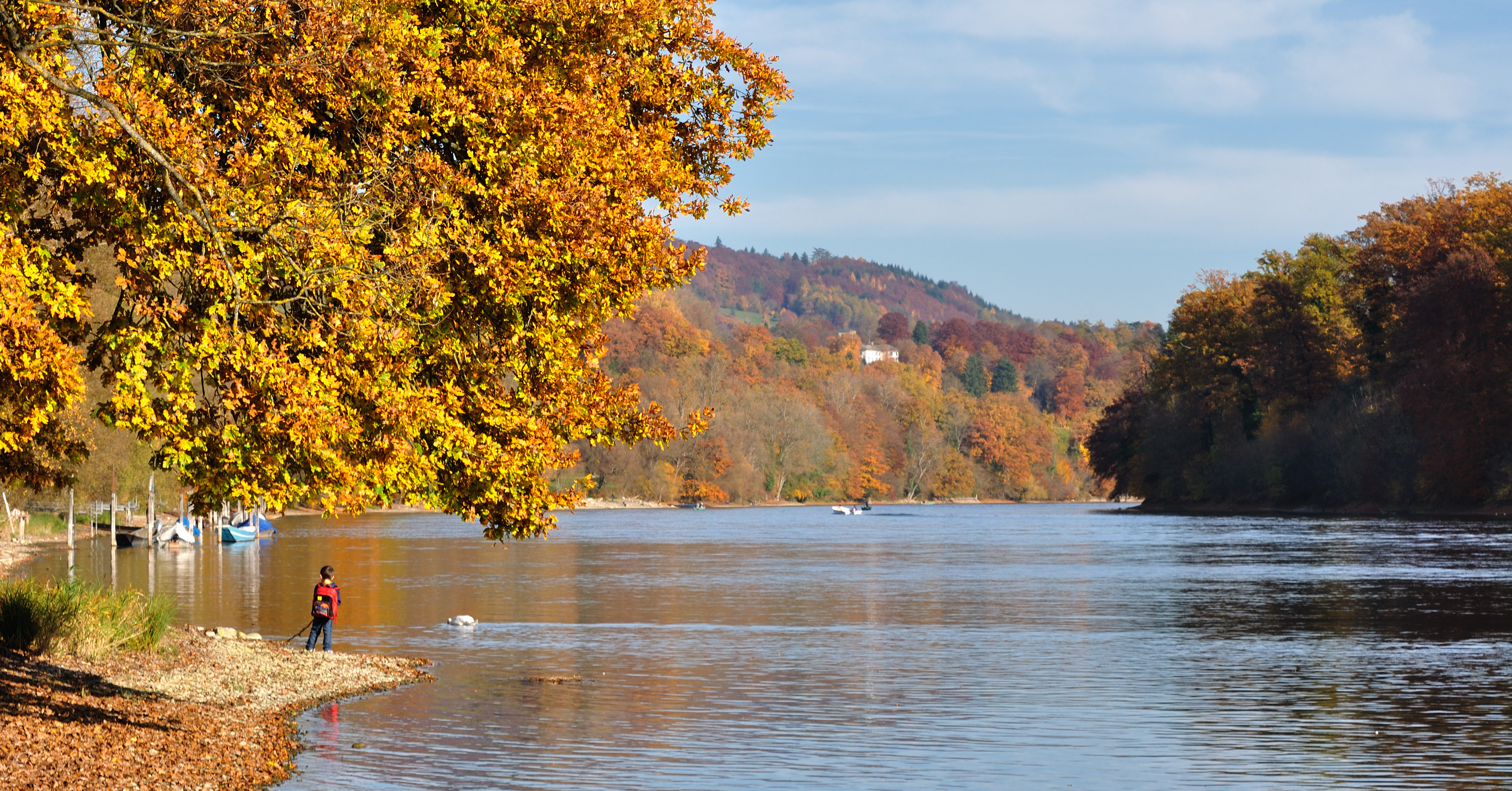
Tok Rýna nedaleko Dörflingenu

Kanton se rozkládá podél Rýna nebo také tzv. Vysokého Rýna (Hochrhein), jak se také říká tomuto říčnímu úseku. U města Stein am Rhein opouští jezero Untersee a protéká třemi podoblastmi kantonu. Nad Rýnským vodopádem, druhým největším vodopádem na evropském kontinentu (po norském Sarpsfossen), se vodní masy noří 23 metrů do hlubin. Údolí Klettgau odvodňují řeky Mühlibach a Seltenbach. Na německém území se pak řeka nazývá Klingengraben. Údolím Wangental protéká řeka Seegraben. Nedaleko Schleitheimu tvoří řeka Wutach v délce několika kilometrů hranici s Německem. Durach odvodňuje část oblasti Randen a protéká Bargenem a Merishausenem. Poté, co protéká částečně soutěskou Mühlental, se u Schaffhausenu vlévá do Rýna. Řeka Fulach původně tekla z Thayngenu do Schaffhausenu a u Schwabentoru se spojovala s Durachem. Již ve 30. letech 20. století byl potok u Herblingenu přehrazen.
Na konci poslední doby ledové, würmského zalednění před asi 18 000 lety, roztál rýnský ledovec a mezi Thayngenem a Dörflingenem vznikla čtyři jezera Morgetshofsee, Rudolfersee, Egelsee a Seeli. Dnes jsou jezera domovem mnoha vzácných druhů živočichů a rostlin. V chladných zimních dnech se na největším z jezer, Morgetshofsee, prohánějí bruslaři. Idylicky položené jezero Nägelsee u Buchthalenu je také velmi oblíbené mezi bruslaři.
První švýcarská přečerpávací elektrárna Engeweiher byla postavena v letech 1907–1909 nad městem Schaffhausen. Voda z Rýna se i dnes čerpá z elektrárny Schaffhausen do Engeweiheru. Elektrárna Neuhausen využívá k výrobě elektřiny výšku Rýnských vodopádů.

## Historie

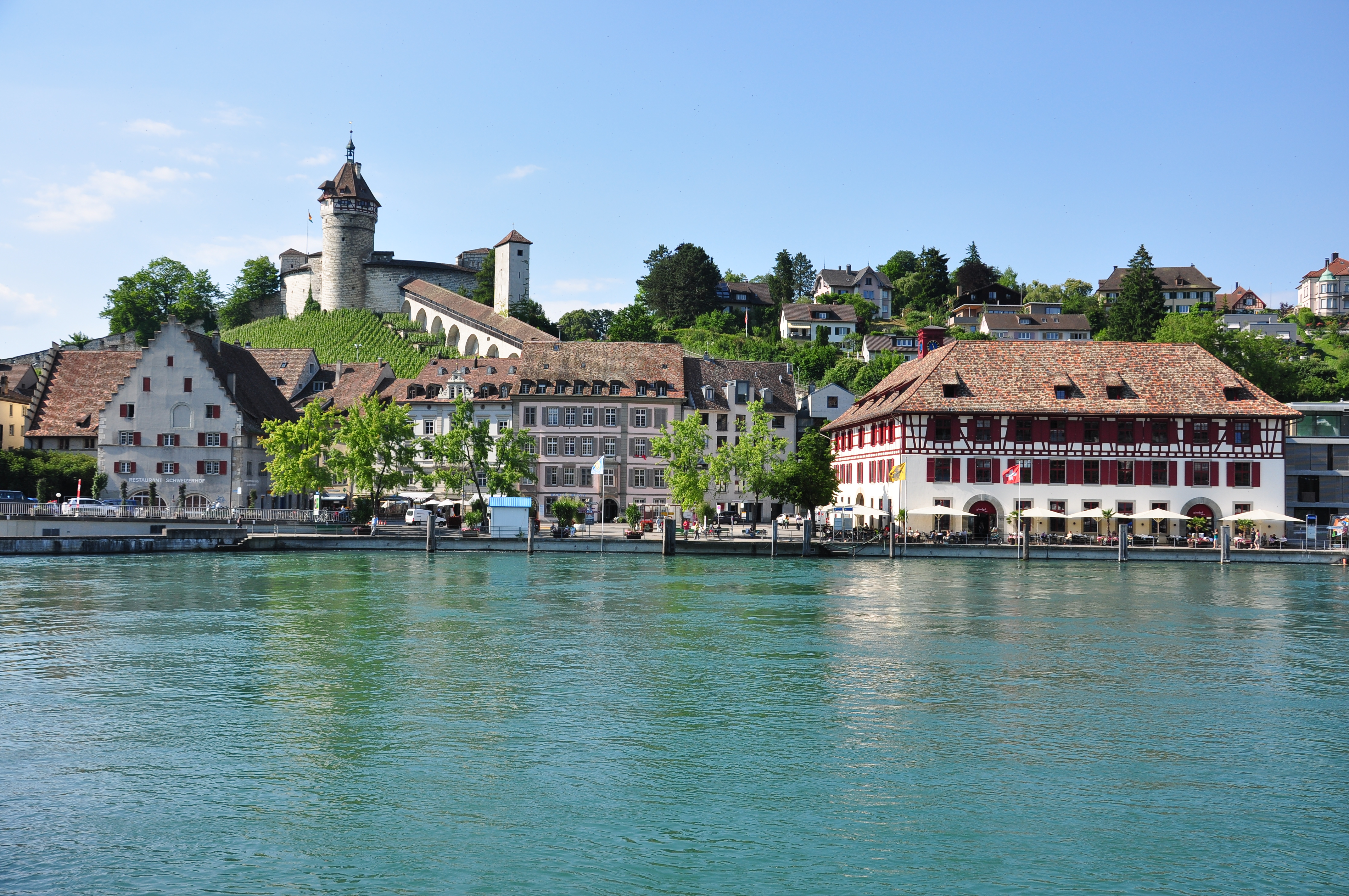
Centrum Schaffhausenu s pevností Munot

Na úpatí Reiatu u Thayngenu žili v prehistorické jeskyni Kesslerloch před více než 10 000 lety první lidé v kantonu Schaffhausen.
Kolem roku 3900 až 3500 př. n. l. byla v oblasti Weier jižně od Thayngenu postavena obydlí na kůlech. V roce 2011 zařadilo UNESCO hradiště Weier spolu s dalšími 110 lokalitami v 6 alpských zemích na seznam světového dědictví UNESCO.
V římských dobách procházela územím dnešního kantonu Schaffhausen vojenská cesta. V 1. století př. n. l. byla poblíž dnešní obce Schleitheim založena římská osada Iuliomagus (také Juliomagus nebo Iuliomago). Dnes jsou přístupné pouze vykopávky veřejných lázní (termálních lázní).

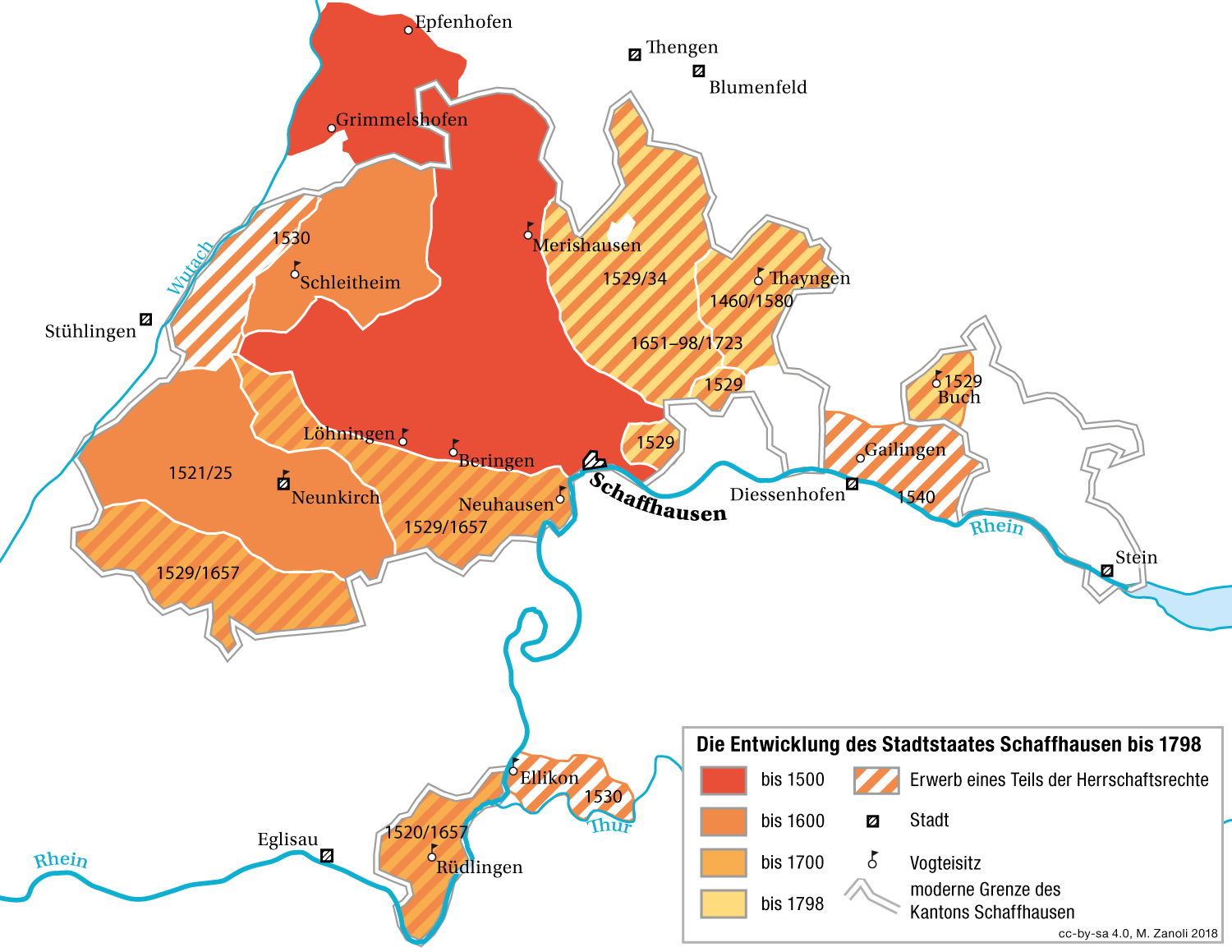
Mapa vývoje území kantonu do roku 1798

Dnešní kanton Schaffhausen byl až do roku 1798 městským státem; jeho písemné záznamy začínají v roce 1045.
Město Schaffhausen vzniklo kolem roku 1000 díky své zvláštní zeměpisné poloze nad Rýnskými vodopády. Schaffhausen se tak stal důležitým překladištěm v regionu. V roce 1045 udělil král Jindřich III. Černý v Kolíně nad Rýnem hraběti Eberhardu VI. z Nellenburgu právo razit mince v Schaffhausenu.
Jeden z prvních známých čarodějnických procesů se odehrál v roce 1402 v Schaffhausenu.
V roce 1411 vstoupila v platnost nová cechovní ústava. Po dalších 400 let dominovalo politickému, hospodářskému a společenskému životu městského státu Schaffhausen deset cechů a dvě společnosti.
Kanton sahá až k panství města Schaffhausen, které se stalo císařským městem v době vlády dynastie Hohenstaufenů. Získáním nižší a vyšší soudní pravomoci nad vesnicemi v okolí začal vznik městského státu, který se v roce 1501 stal členem Staré švýcarské konfederace. Reformace byla zavedena v roce 1529. Převzetím majetku klášterů došlo k rozhodující expanzi městského státu. Až do roku 1798 byl Schaffhausen součástí tzv. Třinácti „starých“ kantonů konfederace. Události Francouzské revoluce, přechod k Helvétské republice a zprostředkovatelská ústava otřásly městským státem v základech. Území kantonu Schaffhausen se v 18., 19. a 20. století výrazně změnilo územními úpravami.

## Obyvatelstvo

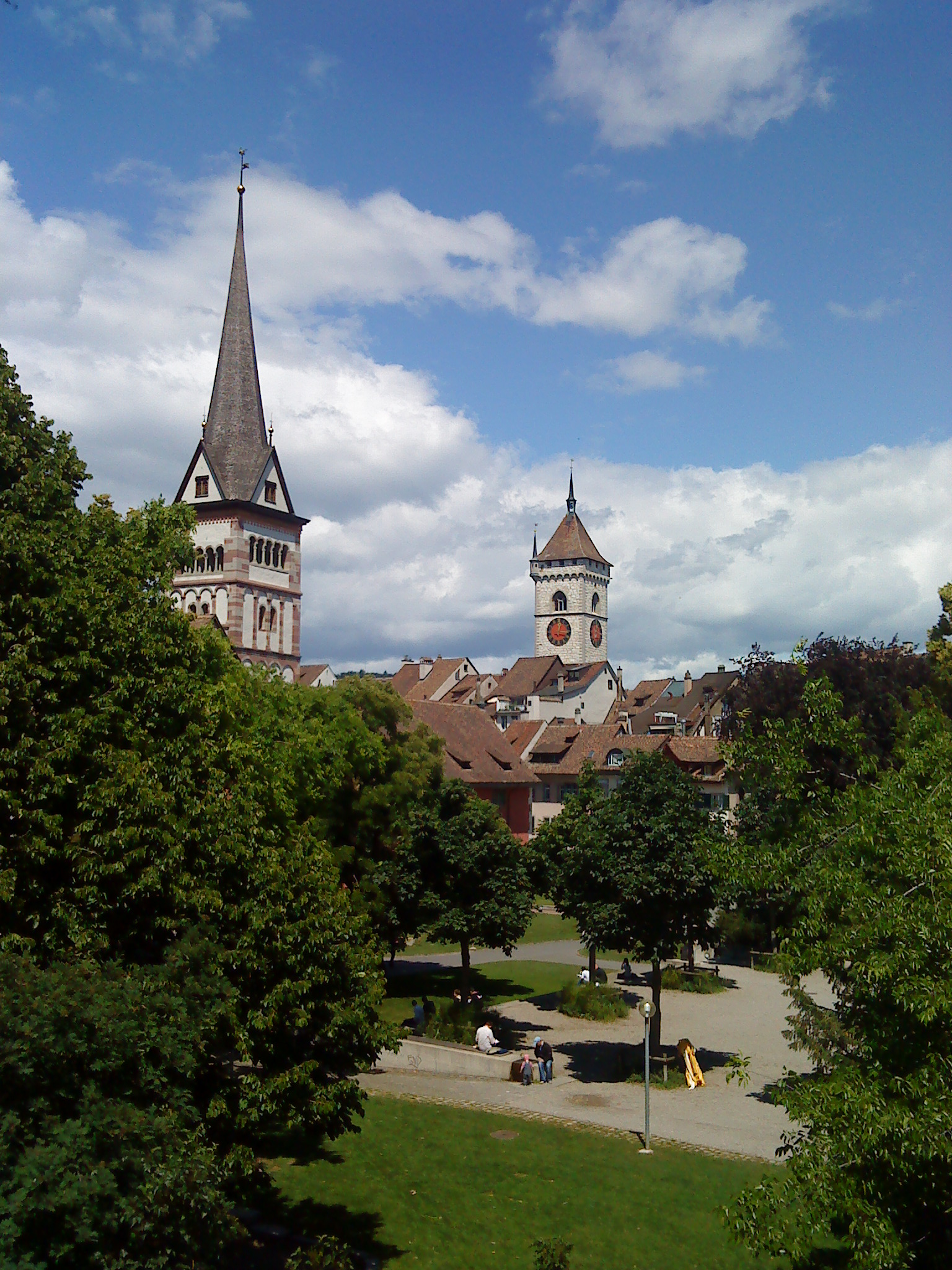
Klášter a věž Sv. Jana v Schaffhausenu

Obyvatelé kantonu se nazývají Schaffhauser. K 31. prosinci 2023 žilo v kantonu Schaffhausen 87 111 obyvatel. Hustota zalidnění 292 obyvatel na km² je nad švýcarským průměrem (217 obyvatel na km²). Podíl cizinců (obyvatel přihlášených k trvalému pobytu, avšak bez švýcarského občanství) činil k 31. prosinci 2019 26,1 %, zatímco v celé zemi bylo registrováno 25,3 % cizinců. K 30. červnu 2021 činila míra nezaměstnanosti 3,1 %, na spolkové úrovni pak 2,8 %.

### Jazyky
Úředním jazykem v kantonu Schaffhausen je němčina. V roce 2019 uvedlo 86,8 % obyvatel jako svůj hlavní jazyk právě němčinu. Druhým nejpoužívanějším jazykem byla angličtina (5,2 %), a třetím pak italština (3,9 %).
Schaffhausenské nářečí, které se rozpadá na několik subdialektů, patří k vrcholně alemanskému nářečí a v jeho rámci k východošvýcarskému nářečí.

### Náboženství
Kanton Schaffhausen patří k reformovaným kantonům. V kantonu však existuje jedna tradičně katolická obec, kterou je Ramsen.
Reformované obyvatelstvo patří k evangelické reformované církvi kantonu Schaffhausen. Katolíci patří podle církevního práva k basilejské diecézi a podle ústavního práva k římskokatolické církvi v kantonu Schaffhausen.
V roce 2012 se 39,5 % obyvatel hlásilo k evangelické reformované víře a 22,3 % k římskokatolické víře, zatímco 22,4 % se označilo za bez vyznání. O pět let později (k 31. prosinci 2017) se k evangelické reformované víře hlásilo 23 807 (35,2 %) obyvatel, k římskokatolické víře 16 012 (23,7 %) a k jinému vyznání nebo bez vyznání 27 805 (41,1 %) obyvatel. Počet katolíků v kantonu Schaffhausen se od sčítání lidu v roce 2000 zvýšil.
Od sčítání lidu v roce 2000 nejsou k dispozici žádné údaje o počtu členů jiných náboženských společenství (kromě dvou národních církví) pro celkový počet obyvatel kantonu Schaffhausen. Spolkový statistický úřad BFS však provádí výběrová šetření, v nichž jsou zaznamenána i další náboženská společenství v kantonu. Ve výběrovém šetření z roku 2017 přibližně třetina respondentů starších 15 let v kantonu Schaffhausen uvedla, že nepatří ke křesťanské církvi. 

## Politika

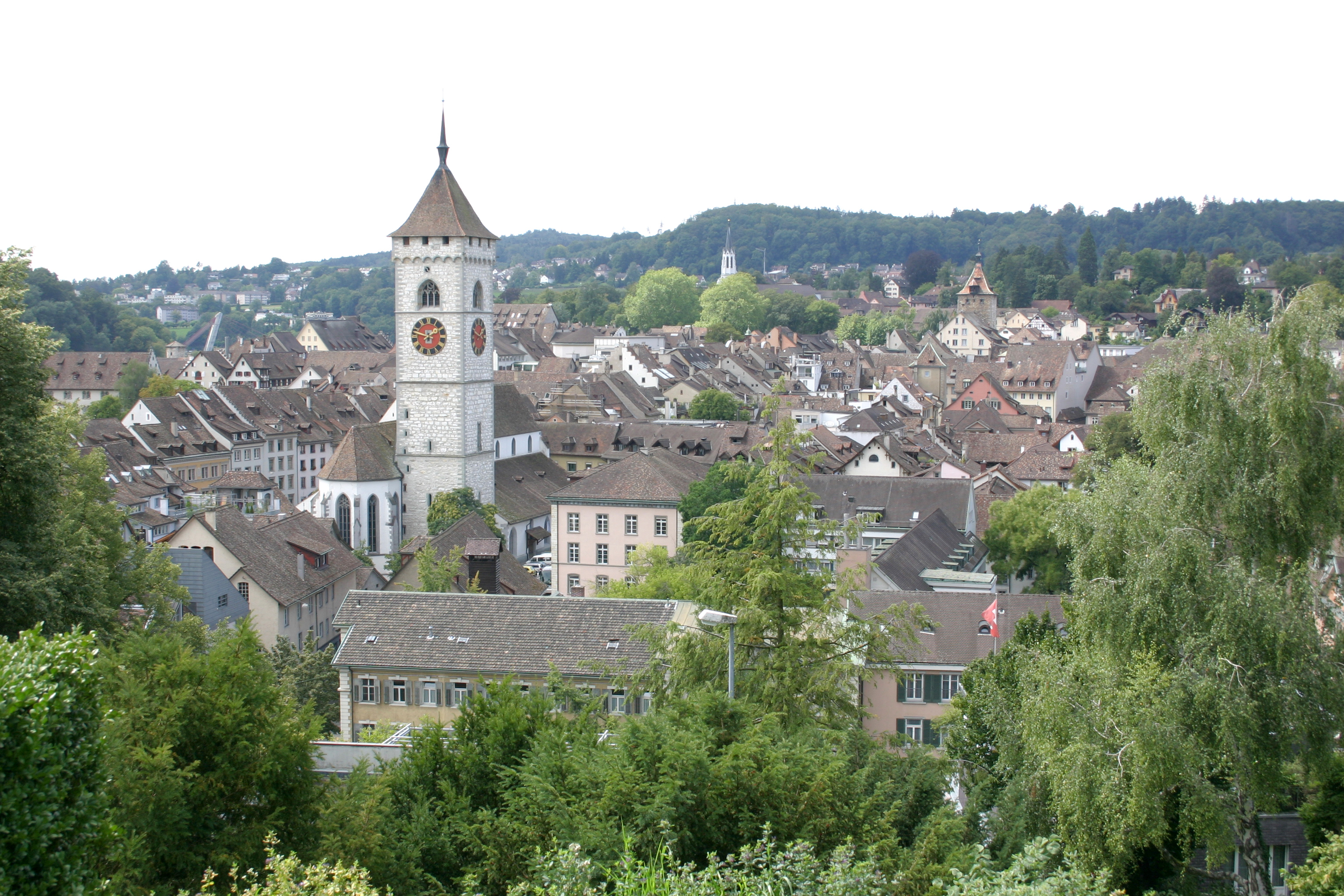
Centrum hlavního města Schaffhausenu

Současná ústava kantonu Schaffhausen pochází ze 17. června 2002 a nahradila ústavu z roku 1876.

### Legislativa a parlament
Zákonodárným orgánem je kantonální rada (Kantonsrat), která má 60 členů (do konce roku 2008 80 členů) a je volena občany na čtyři roky podle systému poměrného zastoupení formou dvojího poměrného zastoupení. Schází se v radnici v Schaffhausenu, která byla postavena v roce 1412.
Občané se přímo podílejí na tvorbě zákonů také tím, že změny ústavy a zákonů, které nebyly schváleny nejméně čtyřmi pětinami kantonálních zastupitelů, a usnesení kantonální rady o nových jednorázových výdajích nad 3 miliony CHF a o nových ročně se opakujících výdajích nad 500 000 CHF podléhají povinnému referendu, zatímco ostatní změny zákonů a usnesení kantonální rady o nových jednorázových výdajích nad 1 milion CHF a o nových ročně se opakujících výdajích nad 100 000 CHF podléhají fakultativnímu referendu. Referendum musí být vyhlášeno, pokud o něj do 90 dnů požádá alespoň 1000 voličů.
Stejně tak může nejméně 1000 voličů předložit ústavní nebo zákonodárnou iniciativu (lidová iniciativa) a navíc 100 voličů může předložit tzv. lidový návrh, kterým se musí zabývat kantonální rada stejně jako parlamentním návrhem. Nejméně 1000 voličů pak může požadovat odvolání kantonální rady před koncem řádného funkčního období, o čemž musí být následně vyhlášeno referendum.

### Vláda

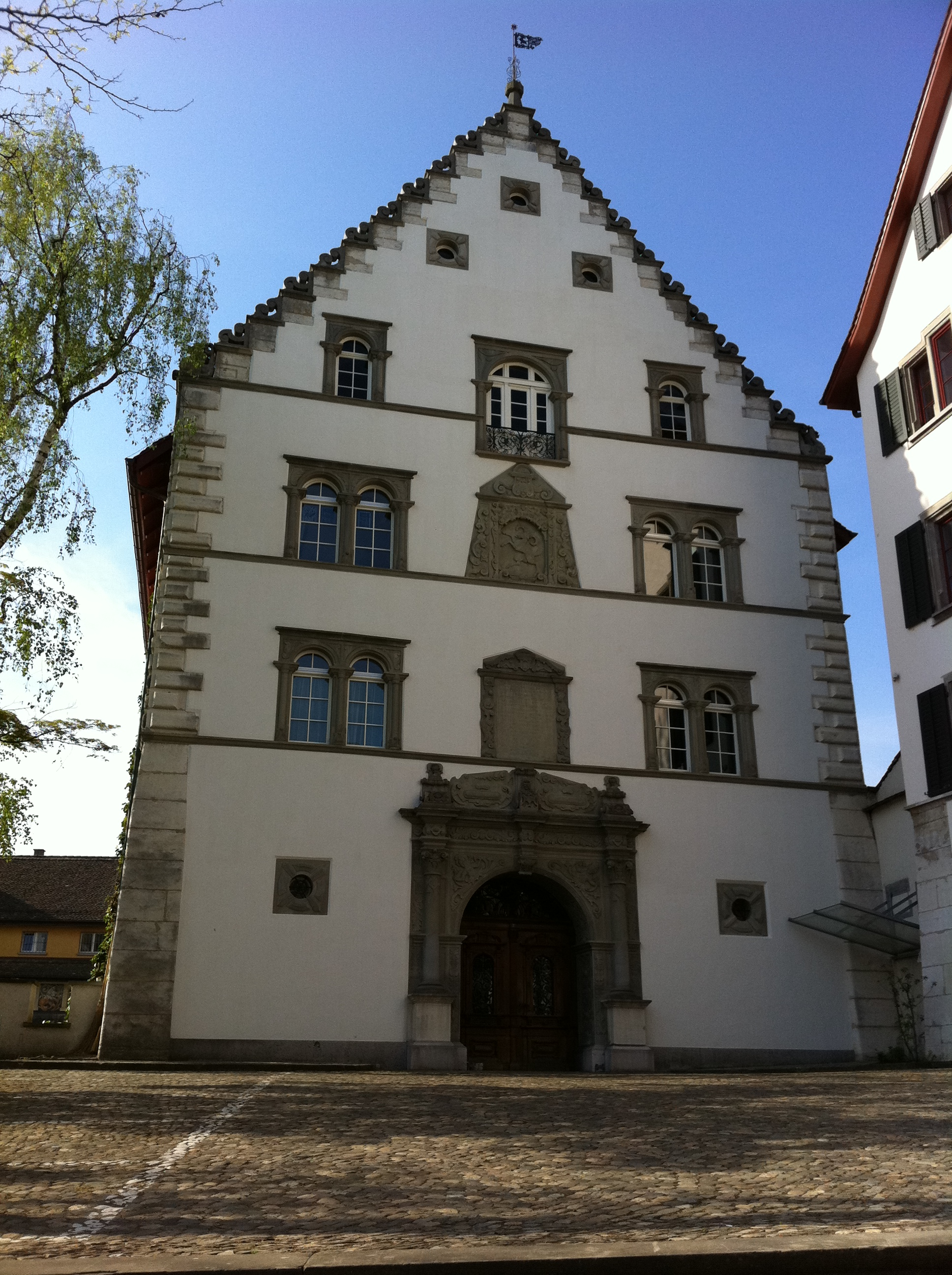
Budova vlády v Schaffhausenu

Nejvyšším výkonným orgánem je vládní rada (Regierungsrat), která se skládá z pěti členů a je volena většinou hlasů občanů na čtyřleté funkční období. Vládní rada sídlí ve vládní budově v Schaffhausenu.
O předčasné odvolání vládní rady může požádat nejméně 1000 voličů, o čemž musí být následně vyhlášeno referendum.

### Soudnictví
V oblasti soudnictví je nejvyšším kantonálním soudem Nejvyšší soud, který zároveň plní funkci správního soudu. Kantonální soud prvního stupně je mu podřízen. Smírčí soudní úřady, rozhodčí komise pro nájemní věci a rozhodčí komise pro diskriminaci v zaměstnání působí jako rozhodčí orgány před vlastním soudním systémem. Členové vyššího soudu a kantonálního soudu jsou rovněž podřízeni kantonálnímu soudu prvního stupně.
Členy vyššího soudu a kantonálního soudu volí kantonální rada.

### Správní členění

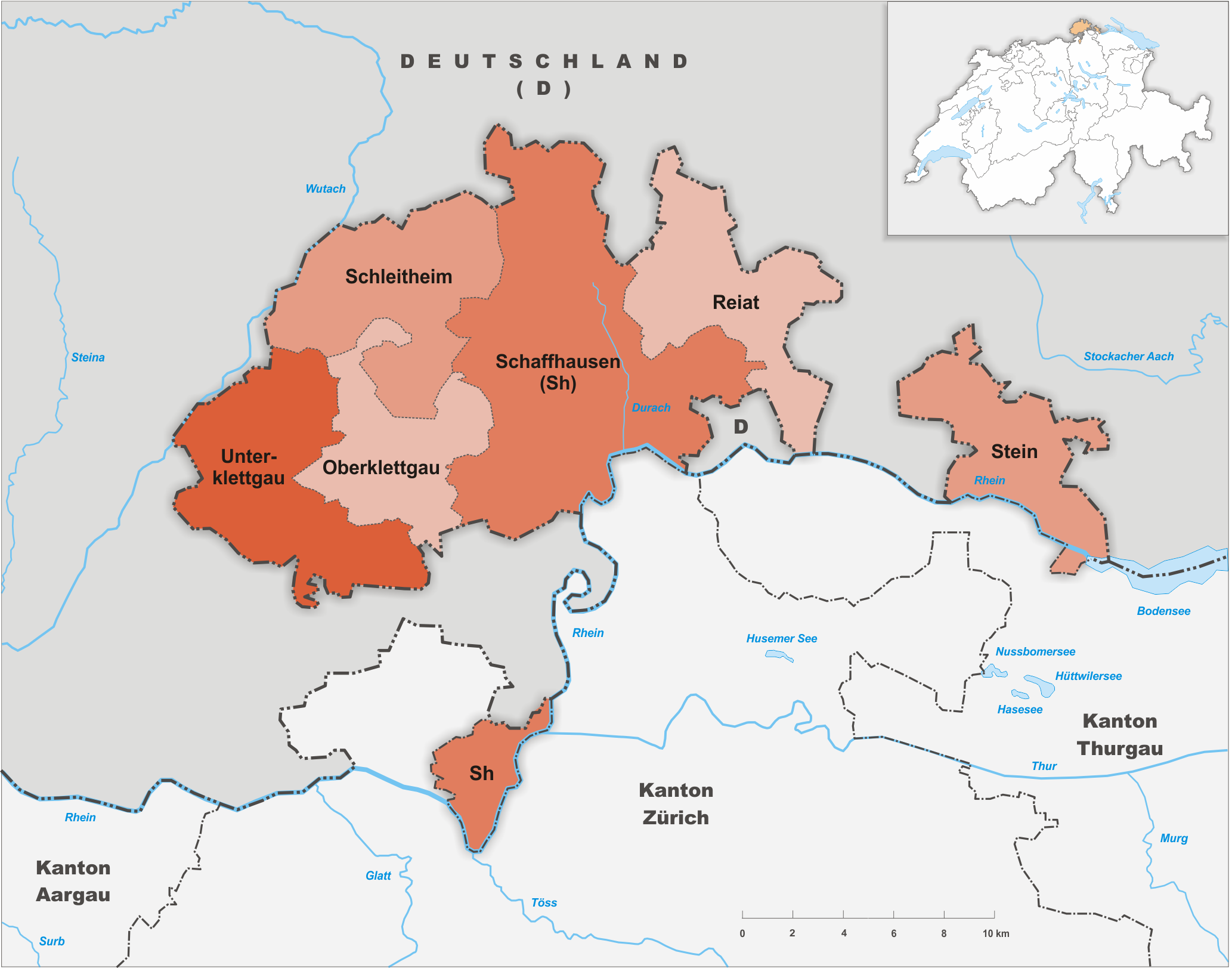
Okresy v kantonu Schaffhausen

Historicky se kanton Schaffhausen členil na 6 okresů. Okresní správy byly zrušeny v roce 1999, samotné okresy však zůstaly statistickými jednotkami. Základní údaje jednotlivých okresů shrnuje tabulka:
| Okres         | Počet obyvatel (k 31.12.2020) | Rozloha | Počet obcí |
| ------------- | ----------------------------- | ------- | ---------- |
| Oberklettgau  | 4805                          | 31,88   | 3          |
| Reiat         | 9174                          | 39,33   | 5          |
| Schaffhausen  | 55 330                        | 105,73  | 7          |
| Schleitheim   | 3011                          | 43,63   | 3          |
| Stein         | 5820                          | 30,97   | 4          |
| Unterklettgau | 4967                          | 46,61   | 4          |
| Celkem (6)    | 83 107                        | 298,42  | 26         |

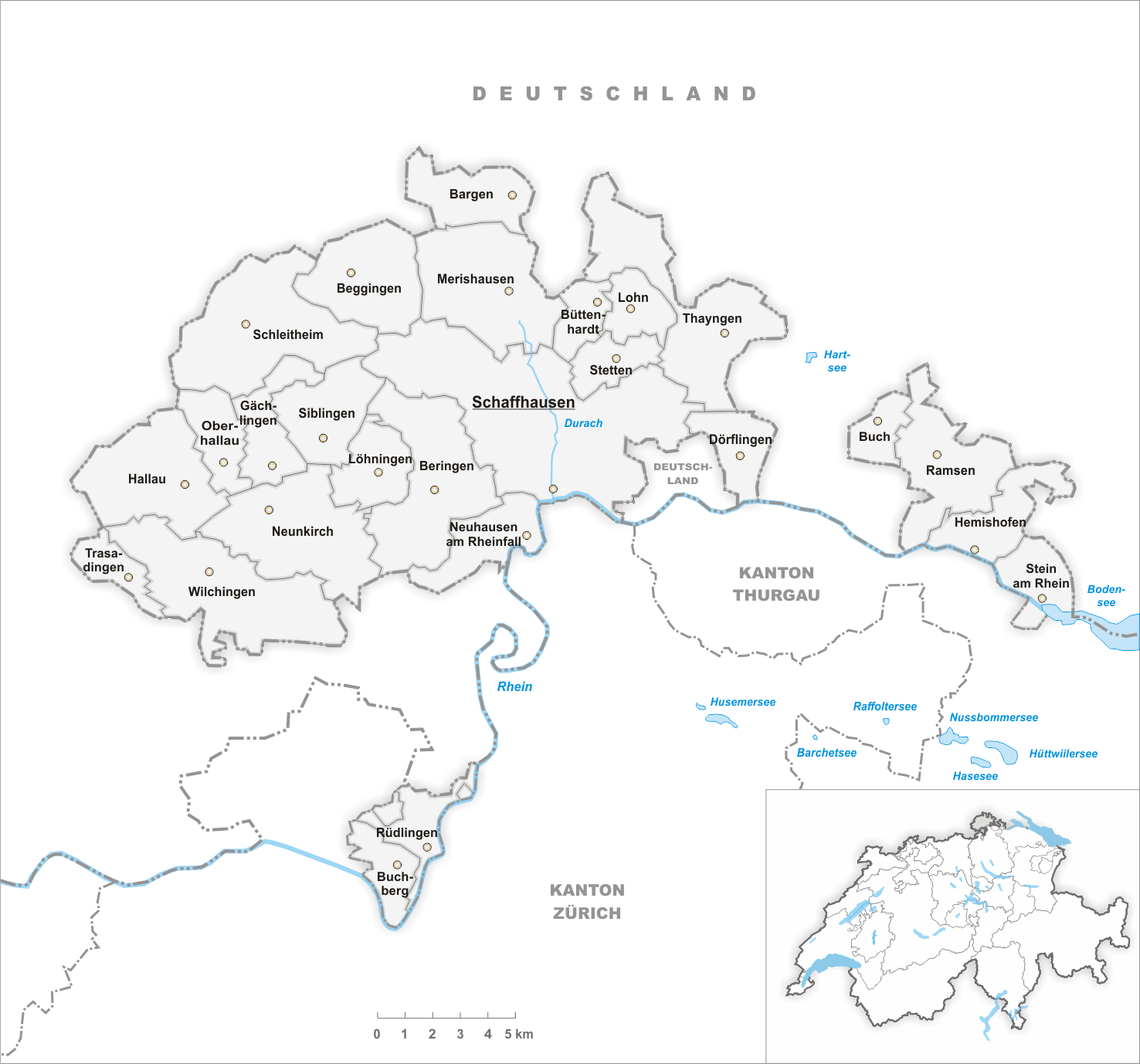
Mapa obcí kantonu Schaffhausen

Kanton se dělí na celkem 26 obcí, zvaných Einwohnergemeinden. Organizují se samostatně v rámci ústavy a zákona, plní samostatně úkoly, které jim uložil kanton, i své vlastní úkoly a mohou samostatně stanovit sazbu obecní daně. Pět největších obcí s více než 3000 obyvateli ukazuje následující tabulka:
| Obec                        | Počet obyvatel |
| --------------------------- | -------------- |
| Schaffhausen (hlavní město) | 36 952         |
| Neuhausen am Rheinfall      | 10 467         |
| Thayngen                    | 5608           |
| Beringen                    | 5044           |
| Stein am Rhein              | 3561           |

Vzhledem k tomu, že řada obcí, kromě Schaffhausenu a Neuhausenu am Rheinfall, má méně než 1000 obyvatel, usiluje se o jejich sloučení do větších celků. Tyto snahy však narážejí na velký odpor místních obyvatel, zejména v Klettgau.

## Hospodářství

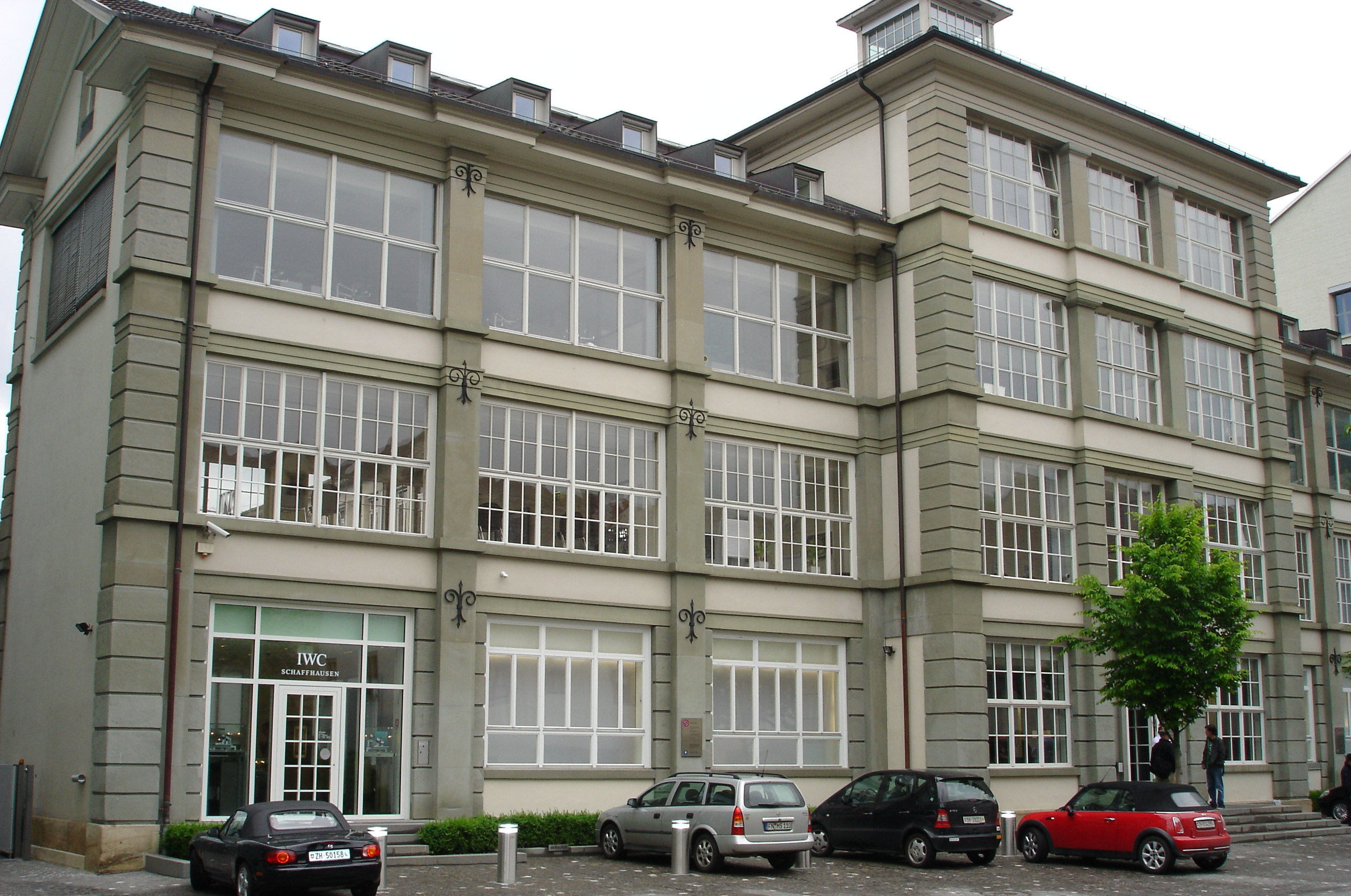
Sídlo firmy IWC

Kanton Schaffhausen je součástí širší aglomerace města Curychu (metropolitní region Curych) a je hospodářsky úzce propojen se sousedním kantonem Curych. Od poloviny 19. století až přibližně do roku 1970 byl tradičním hospodářským těžištěm těžký průmysl, reprezentovaný společnostmi Schweizerische Industrie-Gesellschaft (SIG) a Georg Fischer (GF). V roce 2020 obhospodařovalo 6,6 % zemědělské půdy kantonu ekologicky 38 zemědělských podniků.
Je zde také zastoupen hodinářský průmysl a bižuterie (například firma IWC). Méně významně je zastoupen textilní, sklářský, papírenský a chemický průmysl.
V roce 2018 činil v kantonu Schaffhausen hrubý domácí produkt (HDP) na obyvatele 91 379 švýcarských franků.

### Vinařství

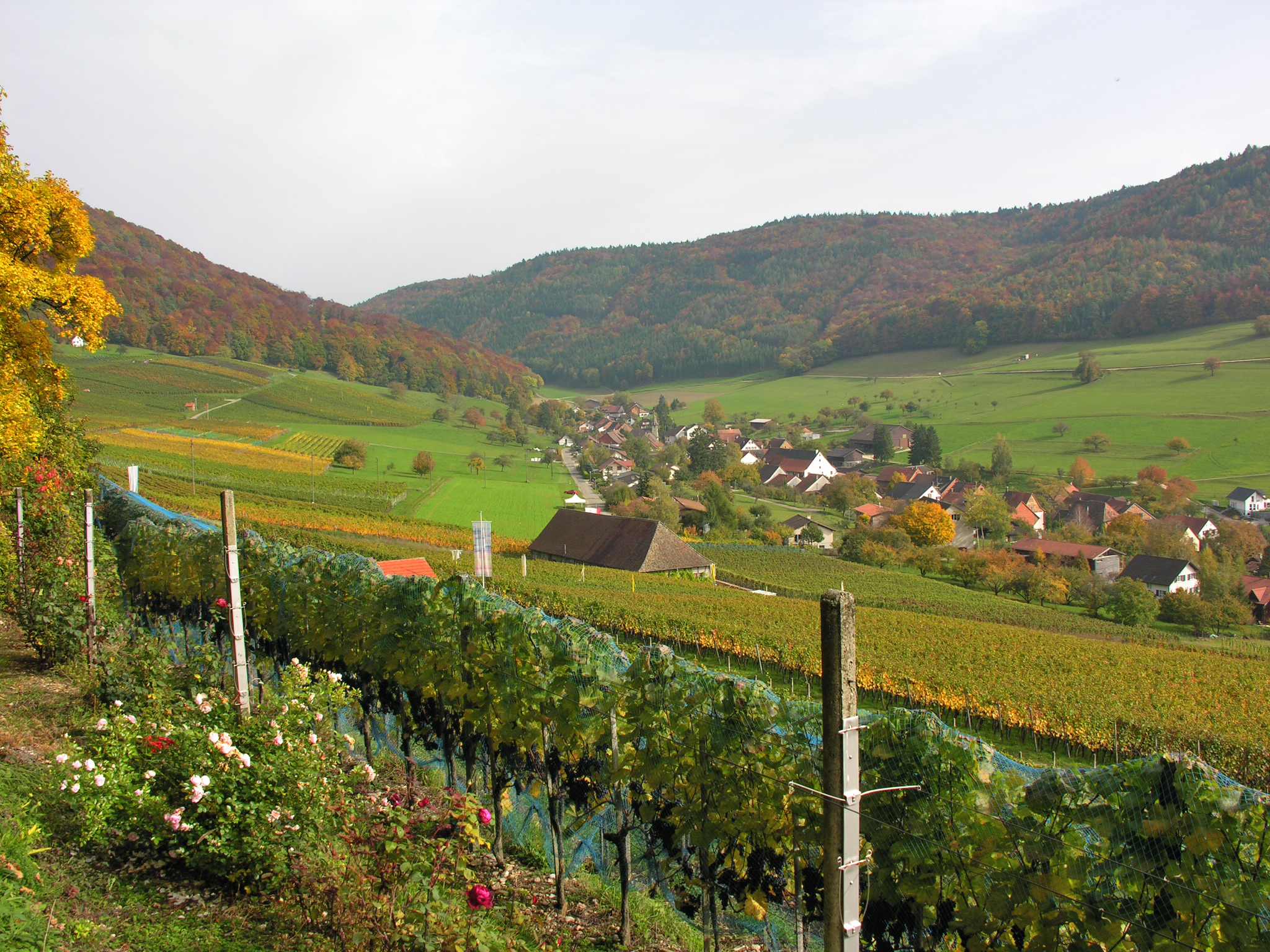
Vinice v kantonu Schaffhausen

Kanton Schaffhausen je po kantonu Curych druhou největší vinařskou oblastí německy mluvícího Švýcarska. Vinařství je provozováno ve 20 obcích kantonu. 55 vinic a 170 rekreačních vinařů obhospodařuje 500 hektarů vinic. Přibližně 75 % je osázeno hrozny Rulandského modrého (Pinot Noir) neboli Blauburgunderu, jak je ve Švýcarsku nazýván. Z tohoto důvodu se vinařská oblast objevuje také pod označením Schaffhauser Blauburgunderland.
Druhou nejvýznamnější odrůdou je Ryzlink rýnský, významný je také Müller Thurgau. Kromě toho se zde pěstují i další bílé odrůdy, jako je Chardonnay, Rulandské bílé, Räuschling, Rulandské šedé, Kerner a Tramín červený.
Velký význam vinařství v kantonu Schaffhausen vyjadřují četné slavnosti vína a Trotten (Siblingen, Wilchingen, Osterfingen, Trasadingen) a podzimní přehlídky v Hallau.

## Doprava

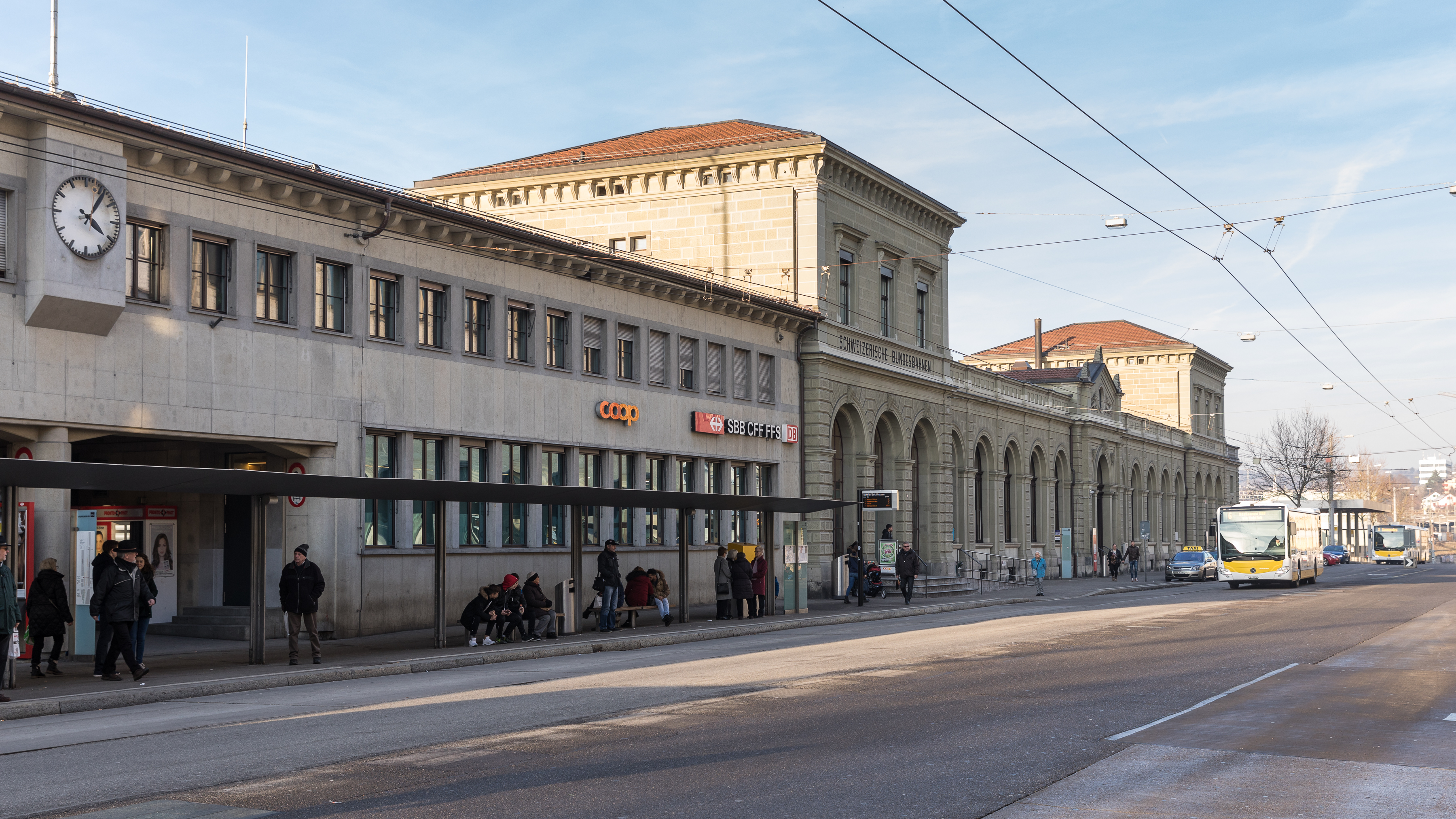
Železniční stanice SBB Schaffhausen

### Železniční doprava
Město Schaffhausen je důležitou železniční křižovatkou, kam přijíždějí vlaky z Německa a Švýcarska.
Kanton Schaffhausen získal své první železniční spojení v roce 1857, a to tratí Rheinfallbahn tehdejší NOB mezi Winterthurem a Schaffhausenem (dnes tratě Švýcarských spolkových drah SBB). Ve směru východ-západ obsluhuje kanton od roku 1863 trať Hochrheinbahn (Basilej – Schaffhausen – Singen (Hohentwiel) – Konstanz) bývalé železnice Bádenského velkovévodství (dnes Deutsche Bahn). Další tratě NOB následovaly v roce 1895 s tratí Seelinie do Feuerthalen-Etzwilen a v roce 1897 s přímou tratí přes německé území přes Eglisau a Bülach do Curychu. Těchto pět železničních tratí vycházejících z nádraží Schaffhausen tvoří stále páteř železniční dopravy v kantonu.
Po tratích jezdí spoje S-Bahn Curych (S9, S12, S24, S33), S-Bahn St. Gallen (S8), regionální vlaky SBB Schaffhausen – Stein am Rhein, regionální vlaky DB Erzingen–Schaffhausen a Schaffhausen–Singen a InterRegioExpress Basel – Singen (– Ulm). Přímé mezinárodní spojení zajišťuje linka InterCity Stuttgart–Curych přes Schaffhausen.

### Silniční doprava
Kantonem prochází v severojižním směru státní silnice N4. Na území kantonu je z velké části rozvinuta jako dálnice A4 a vede od hraničního přechodu Thayngen, přes město Schaffhausen na most přes Rýn do Flurlingenu (a dále na dálnici A1 do Winterthuru) v kantonu Curych. Za hraničním přechodem Thayngen se dálnice A4 napojuje na německou dálnici A81 směrem na Stuttgart. Kantonem prochází hlavní silnice č. 4, 13, 14 a 15, stejně jako trasa Grand Tour of Switzerland a římské silnice Neckar-Alb-Aare.
V roce 2021 byla míra automobilizace (počet osobních automobilů na 1000 obyvatel) 566.